# Санта-Мария-ла-Лонга
Санта-Мария-ла-Лонга (итал. Santa Maria la Longa) —  коммуна в Италии, располагается в регионе Фриули-Венеция-Джулия, в провинции Удине.
Население составляет 2415 человек (2008 г.), плотность населения составляет 118 чел./км². Занимает площадь 19 км². Почтовый индекс — 33050. Телефонный код — 0432.
В коммуне 15 августа особо празднуется Успение Пресвятой Богородицы.

## Демография
Динамика населения:

## Администрация коммуны
- Официальный сайт: http://www.comune.santamarialalonga.ud.it